# ألان هيل (لاعب كرة قدم بريطاني)
ألان هيل (بالإنجليزية: Alan Hill)‏ (3 نوفمبر 1943 في المملكة المتحدة - ) هو لاعب كرة قدم بريطاني في مركز حراسة المرمى. لعب مع نادي بارنسلي ونادي روذرهام يونايتد ونوتينغهام فورست.

## وصلات خارجية
- ألان هيل على موقع قاعدة بيانات كرة القدم.إي يو (الإنجليزية)